# Квалиа
Ква́лиа (от лат. qualitas ед. ч. «свойства, качества» ← quale ед. ч. «какого сорта; какого рода») — термин, используемый в философии, преимущественно в англоязычной аналитической философии сознания, для обозначения сенсорных, чувственных явлений любого рода. Введен американским философом К. И. Льюисом в 1929 году. "Квалиа" — множественное число, единичная форма которого тоже используется — "квале" или "кваль".
Квалиа — это «необычный термин для обозначения самой обычной из возможных для нас вещи: того, как вещи выглядят для нас».
Они могут быть определены как качества или ощущения, вроде, например, красноты или боли, и рассматриваются отдельно от их влияния на поведение, а также от любых физических условий, которые могли их вызвать. В более точных философских терминах, квалиа — это свойства чувственного опыта.
Один из создателей квантовой механики Эрвин Шрёдингер высказал своё суждение на этот счёт:

Ощущение цвета нельзя свести к объективной картине световых волн, имеющейся у физика. Мог бы физиолог объяснить его, если бы он имел более полные знания, чем у него есть сейчас, о процессах в сетчатке, нервных процессах, запускаемых ими в пучках оптических нервов в мозге? Я так не думаю.

Статус квалиа является одной из самых острых и широко обсуждаемых проблем в современной философии, поскольку он служит ключом к пониманию природы сознания. Квалиа занимают центральное место в решении психофизиологической проблемы.

## История и распространённость термина
Слово приобретает современное значение в начале XX века в работах К. И. Льюиса, который рассмотрел его отдельно от свойств объекта.
Важность квалиа в философии сознания связана в первую очередь с тем, что они часто представляются в качестве фундаментальной проблемы для физикализма. Наибольшие споры об их существовании вращаются, однако, вокруг проблемы точного определения термина, поскольку разные философы доказывают или отрицают наличие тех или иных свойств у квалиа. Распространение определения дальше неопределённой фразы «сенсорные, чувственные явления» одновременно выводит на спорную территорию.

## Определение квалиа

### Общее определение
Существует много определений квалиа, и они менялись со временем. Простейшим, наиболее широким определением является следующее: «каково оно» свойство ментальных состояний. То, как оно чувствуется, когда испытываешь такие ментальные состояния, как боль, видение красного цвета, запах розы и т. д..
Льюис в своей книге «Сознание и порядок мира» (1929) был первым, кто использовал термин «квалиа» в его общепринятом современном смысле.
Существуют распознаваемые качественные характеристики воспринимаемого, которые повторяются в различных актах восприятия, и поэтому являются одним из типов универсалий; я называю их „квалиа“. Но хотя эти квалиа являются универсалиями, в том смысле, что они узнаваемы в каждом следующем акте восприятия, их следует отличать от свойств объектов. Смешение этих двух вещей было свойственно многим концепциям в прошлом, равно как и современным теориям о сущности. Квалиа непосредственно интуитивно воспринимается, дана, и не может быть подвержена никакой возможной ошибке, поскольку она полностью субъективна.
Фрэнк Джексон (1982) позднее определил квалиа как «определённые качества в первую очередь телесных ощущений, но так же и определённых актов восприятия, не являющиеся частью физической информации в любом её объёме» (с. 273).
При таких широких определениях, как приведённые выше, нет никаких сомнений, что квалиа существуют. Однако такие широкие определения делают трудным обсуждение точной природы квалиа и их взаимодействия с сознанием и внешним миром. Некоторые философы предприняли попытки дать более точное и, возможно, узкое определение квалиа, описывая вещи, существование которых является более спорным.

### Более узкие определения
Дэнниел Деннет идентифицирует четыре свойства, которые обычно приписываются квалиа. Согласно им, квалиа являются:
1. невыразимыми: это значит, что они не могут быть переданы в сообщении и не могут быть постигнуты каким-либо другим образом, кроме прямого переживания;
2. присущими: это значит, что они являются свойствами, не связанными с отношениями, и они не изменяются в зависимости от взаимосвязи переживания с другими объектами;
3. частными: это значит, что любые межперсональные сравнения квалиа теоретически невозможны;
4. прямо и непосредственно воспринимаемыми сознанием: это означает, что переживать квалиа автоматически означает знание о том, что ты переживаешь квалиа, а знать квалиа, значит, переживать его.

Если квалиа такого рода существуют, тогда человек с нормальным зрением, который видит красный, не сможет описать переживание этого восприятия таким образом, чтобы слушающий, который никогда не видел этого цвета, смог бы узнать всё, что можно знать об этом переживании. Хотя можно привести аналогию, например: «красное выглядит как горячее», или предоставить описание условий, при которых это переживание происходит, вроде: «это цвет, который вы видите, когда свет длиной волны 700 нм направлен на вас», сторонники этого определения квалиа утверждают, что такое описание неспособно передать полное описание переживания.
Другой способ определения квалиа — это «сырые ощущения». Сырое ощущение — это восприятие в себе и само по себе, рассматриваемое полностью изолированно от любого эффекта, которое оно может оказывать на поведение и на поведенческие установки. Наоборот, «приготовленные ощущения» — это те восприятия, которые проявляют своё существование в зависимости от своих эффектов.
Согласно тезису, выдвинутому Солом Крипке в книге «Равенство и необходимость» (1971), одним важным следствием из заявления, что такая вещь, как сырые ощущения, может быть предметом осмысленного обсуждения — то есть что квалиа существуют — является то, что это ведёт к логической возможности существования двух существ, ведущих себя одинаковым образом во всех отношениях, несмотря на то, что одно из них абсолютно не имеет квалиа. Хотя очень немногие утверждают, что такое существо, называемое философским зомби, действительно существует, сама такая возможность заявляется достаточной, чтобы отвергнуть физикализм. Те, кто подвергают сомнению существование квалиа, неизбежно должны подвергать сомнению и существование философских зомби. Но обратное неверно — отвергать существование философских зомби не значит отвергать ощущения.
Древняя суфийская метафора о кофе хорошо выражает эту концепцию: «Тот, кто чувствует вкус, знает; кто не чувствует — не знает».
Джон Серль отверг представление о том, что проблема квалиа отличается от проблемы самого сознания, утверждая, что сознание и квалиа — это один и тот же феномен.

## Аргументы в пользу существования квалиа
Поскольку по определению трудно или невозможно передать квалиа вербально, трудно продемонстрировать их непосредственно в рассуждении, требуется более тонкий подход. Аргументы в пользу квалиа обычно имеют форму мысленных экспериментов, направленных на то, чтобы привести к выводу, что квалиа существуют.

### Довод о летучей мыши
Хотя в ней не упоминается слово квалиа, статья Томаса Нагеля «Что значит быть летучей мышью?» часто цитируется в дискуссиях вокруг квалиа. Нагель утверждает, что сознание имеет сущностно субъективный характер, а именно аспект «каково это». Он утверждает, что «любой организм имеет сознательные ментальные состояния, если и только если есть нечто, что является бытием этого организма — нечто подобное „для“ этого организма». Нагель также предполагает, что субъективный аспект сознания никогда не сможет быть эффективным образом принят в расчёт объективными методами редукционистской науки. Он заявляет, что «если мы признаем, что физическая теория сознания должна объяснять субъективный характер восприятия, мы должны признать, что ни одна из существующих в настоящий момент концепций не даёт нам ни намёка о том, как это может быть сделано». Более того, он утверждает, что «кажется маловероятным, что какая-либо физическая теория сознания может рассматриваться до того, как появятся новые идеи об основной проблеме объективного и субъективного».
Проще говоря, невозможно сказать, каково это: быть летучей мышью.

### Довод об инвертированном спектре
Мысленный эксперимент с инвертированным спектром, впервые предложенный Джоном Локком, предлагает нам представить, что мы однажды утром проснулись и обнаружили, что по некой неизвестной причине все цвета в мире инвертировались. Более того, мы обнаружили, что никаких физических изменений в нашем мозгу или в теле, которые могли бы объяснить этот феномен, не произошло. Некоторые сторонники существования квалиа[какие?] утверждают, что, поскольку мы можем представить эту ситуацию без противоречий, из этого следует, что мы представляем себе изменение в качестве, которое определяет то, как вещи выглядят для нас, но которое не имеет физического основания. Более детально:
1. Метафизическая идентичность опирается на необходимость.
2. Если некое утверждение, возможно, ложно, то, следовательно, оно не необходимо.
3. Вполне можно представить, что квалиа могут иметь различные отношения к физическим состояниям мозга.
4. И раз это можно представить, то это возможно.
5. Поскольку квалиа могут иметь различные отношение к физическим состояниям мозга, они не могут быть идентичны физическим состояниям мозга (исходя из пункта 1).
6. Следовательно, квалиа не являются физическими.

Это доказательство таким образом утверждает, что если мы признаем возможность инвертированного спектра, мы должны признать, что квалиа существуют (и не являются физическими).

### Довод, называемый «Философский зомби»
Есть ещё одно доказательство такого же рода, которое утверждает, что можно представить, что возможны физические дубликаты людей, называемые «зомби», без каких-либо квалиа вообще. Эта идея также может быть подвергнута критике на тему смешения представимости и возможности.

### Довод о разрыве в объяснении
Статья Джозефа Левина «Представимость, идентичность и разрыв в объяснении» начинается именно там, где останавливается критика аргументов, связанных с представимостью, таких как аргумент об инвертированном спектре и аргумент о философском зомби. Левин соглашается с тем, что представимость — шаткая основа для средства установления метафизической реальности, но указывает на то, что, даже если мы придём к выводу, что квалиа являются не-физическими, они всё равно представляют «объяснительную» проблему.
Хотя я полагаю, что этот материалистический ответ в конечном счёте верен, его недостаточно, чтобы навсегда упокоить проблему связи души и тела. Даже если рассуждения о представимости не доказывают, что сознание на самом деле отдельно от тела, или что ментальные качества метафизически невыводимы из физических качеств, они всё же демонстрируют, что нам не хватает объяснений ментального в терминах физического.
Однако такая эпистемологическая или объяснительная проблема может указывать на лежащую в основе философскую проблему: не-физичность квалиа, хотя и не доказана с помощью рассуждений о представимости, всё же и далеко не исключена.
В конечном счёте мы оказываемся именно там, где мы начали. Аргумент о разрыве в объяснении не демонстрирует разрыв в природе, но разрыв в нашем понимании природы. И пока у нас есть контраргументы, чтобы сомневаться в последнем, то нам надо искать где-то в другом месте объяснения первого .

### Довод о знании
Френк Джексон в статье «Эпифеноменальные квалиа» (1982) предлагает то, что сам называет «доводом о знании» для квалиа. Один из примеров звучит следующим образом:
Мэри — учёный, изучающий цвета, и знает все физические факты о цвете, включая все физические факты о переживании цвета другими людьми, начиная с поведения, который конкретный цвет может вызвать, и вплоть до конкретных последовательностей нейрологических реакций, которые регистрируются при восприятии цвета. Однако она с рождения была заключена в комнате, раскрашенной только в чёрно-белые цвета, и могла наблюдать внешний мир только через чёрно-белый монитор. Когда ей позволят покинуть комнату, следует признать, что она узнает что-то новое о красном цвете в первый раз, когда увидит его, — в первую очередь, то, каково это видеть цвет.
Этот мысленный эксперимент имеет две цели. Во-первых, он призван показать, что квалиа существуют. Если мы согласны с этим мысленным экспериментом, мы должны признать, что Мэри приобретает нечто, покидая комнату, — что она приобретает знание об определённой вещи, которым она не обладала ранее. Это знание, утверждает Джексон, есть знание той квалиа, которая соответствует переживанию красного цвета, и следовательно, отсюда можно заключить, что квалиа — это реальные качества, поскольку есть разница между человеком, который имеет доступ к определённым квалиа, и который не имеет.
Вторая цель этого рассуждения — отвергнуть физикалистское представление об уме. А именно, довод о знании является атакой на физикалистское заявление о полноте физической истины.
Вызов, который бросает довод о знании физикализму, состоит в следующем:
1. До своего освобождения, Мэри обладала всей физической информацией о переживании цвета людьми.
2. После своего освобождения Мэри узнала нечто о цветовых переживаниях других людей.
 Следовательно,
3. До своего освобождения Мэри не обладала всей информацией о цветовых переживаниях людей, хотя она и обладала всей физической информацией 
 Следовательно,
4. Есть истины о цветовых переживаниях других людей, которые не являются физическими.
 Следовательно,
5. Физикализм ложен.

В конечном счёте Джексон утверждает, что квалиа являются эпифеноменами, не обладающими причинным действием на физический мир. Джексон не даёт позитивных доказательств этого утверждения, скорее, он утверждает его, потому что оно защищает квалиа от классической проблемы дуализма. Нашим естественным предположением является то, что квалиа должны обладать причинным действием на физический мир, но тогда мы можем задаться вопросом, как мы можем вообще знать об их существовании, если они не воздействуют на наш мозг. Если квалиа обладают нефизическими свойствами (что должно быть в соответствии с аргументом против физикализма), то тогда непонятно, как они могут оказывать какое-либо влияние на физический мир. Называя квалиа эпифеноменами, Джексон стремится защитить их от требования играть причинную роль.

## Критики квалиа

### Дэниел Деннет
В своих работах «Объяснённое сознание» (1991) и «Неявно рекурсивное определение квалиа» (1988) Дэниел Деннет предлагает довод против квалиа с целью показать, что приведённое выше определение не выдерживает критики, если попытаться применить его на практике. В серии мысленных экспериментов, которые он назвал «насосами интуиции», он рассматривает квалиа в области нейрохирургии, клинической психологии и психологического эксперимента. Его доказательство стремится продемонстрировать, что если концепция квалиа помещается в такие рамки, то она оказывается бесполезна в ситуации, когда надо ответить на конкретный вопрос, или что вопросы, созданные введением понятия квалиа, не имеют ответов именно по причине специфических качеств, присущих квалиа по определению.
В усовершенствованной Деннетом версии мысленного эксперимента с инвертированным спектром, названным «альтернативная нейрохирургия», вы опять просыпаетесь, и оказывается, что ваши квалиа инвертированы — трава стала красной, небо — оранжевым. Исходя из описания оригинального эксперимента, вы немедленно должны обнаружить, что произошло нечто неправильное. Деннет утверждает, однако, что невозможно знать, действительно ли дьявольские нейрохирурги инвертировали ваши квалиа (путём переключения вашего оптического нерва) или они просто инвертировали соединение с вашими воспоминаниями о прошлых квалиа. Поскольку обе операции дадут один и тот же результат, у вас не будет никакой возможности определить своими силами, какая из операций действительно была произведена, и в силу этого вы окажетесь в странной позиции незнания того, действительно ли была произведена смена «мгновенно воспринимаемых» квалиа.
Доказательство Деннета основывается на следующем центральном возражении. Для того, чтобы квалиа были всерьёз приняты как компонент опыта — чтобы они имели смысл как отдельная концепция — должно быть возможным показать, что:
a) есть возможность знать, что перемена произошла именно в квалиа, а не в чём-либо другом;
или что
b) между состоянием с изменёнными квалиа и состоянием с неизменёнными квалиа существует разница.
Деннет стремится показать, что мы не можем выполнить требование (а) ни путём интроспекции, ни путём мысленных экспериментов, и что само определение понятия «квалиа» подрывает возможность удовлетворения требования (b).
Деннет также возражает в ответ на мысленный эксперимент «Комната Марии». Он утверждает, что Мэри не узнает ничего нового, если она выйдет из своей чёрно-белой комнаты, чтобы увидеть красный цвет. Деннет утверждает, что если Мэри действительно знает абсолютно всё о цвете, это знание будет включать глубокое понимание того, как и почему человеческая неврология вызывает у нас квалию цвета. Мэри, таким образом, будет уже знать, чего ожидать от видения цвета до того, как она покинет комнату. Деннет утверждает, что неясный момент в этом эксперименте состоит в том, что считается, что Мэри не просто знает о цвете, но, вообще говоря, является знающей все физические факты о нём. А это будет настолько обширным знанием, что оно превысит всё, что мы можем себе представить, и изменит наше интуитивное восприятие.
Если Мэри действительно знает всё о физике переживания цвета, что можно знать, это означает её фактическое всеведение. Поэтому она будет способна вычислить свою собственную реакцию и установить, каково на самом деле видение цвета.
Деннет считает, что многим людям будет трудно это понять, поэтому он приводит пример с РобоМэри, чтобы лучше проиллюстрировать, каково будет для Мэри обладать столь огромным знанием физики работы мозга и цветного зрения. РобоМэри — это интеллектуальный робот, на камеры-глаза которого наложено программное ограничение, позволяющее ей воспринимать только чёрный и белый цвета и тени между ними.
РобоМэри может исследовать компьютерные мозги подобных себе роботов, не имеющих ограничений на цветовое зрение, когда они смотрят на красный помидор. Она видит, как именно они реагируют, и какие именно импульсы возникают. РобоМэри может также сконструировать модель своего собственного мозга, отключить в этой модели ограничения на цветное зрение и, используя знания о других роботах, исследовать, как именно эта модель её самой реагирует на восприятие красного помидора. РобоМэри по своей природе властна над всеми своими внутренними состояниями, за исключением ограничения на восприятие цвета. Таким образом, никогда не видев красного помидора через свои камеры, она будет точно знать, каково это: видеть красный помидор.
Деннет использует этот пример, чтобы показать нам, что всезнание физики делает внутренние состояния Мэри столь же ясными, как у робота или компьютера, и она может непосредственно выяснить, каким будет для неё это ощущение: видеть красный цвет.
Возможно, что неспособность Мэри узнать, что такое восприятие красного цвета, является просто проблемой языка или проблемой нашей неспособности описывать переживания. Раса инопланетян с другим методом коммуникации или описания вполне может быть способна обучить свою версию Мэри тому, что такое ощущение красного цвета. Возможно, причиной тому есть исключительно человеческая неспособность описывать переживания от первого лица с позиции третьего лица. Деннет предполагает, что такое описание может быть возможным даже на английском языке. Он предлагает более простую версию мысленного эксперимента с Мэри, чтобы показать, как это может быть сделано. Что, если бы Мэри была бы в комнате без треугольников, и всё так организовано, что она никогда не делала и не видела треугольников? Описания всего из нескольких слов на английском языке может быть достаточно, чтобы она могла бы представить себе треугольник: она смогла бы без проблем непосредственно визуализировать треугольник в своей голове. Подобным образом, предполагает Деннет, абстрактно логически возможно, что квалиа того, каково видеть красный цвет, может быть в конечном счёте описана на английском языке с помощью миллионов или миллиардов слов.

### Пол Чёрчленд
Мэри можно рассматривать как одичавшего ребёнка. Одичавшие дети страдают от исключительной изоляции в детстве. Технически говоря, когда Мэри покинет комнату, у неё не будет способности видеть или знать, что такое цвет. Мозг должен учиться и развить способность видеть цвет.
Определённые паттерны должны возникнуть в области V4 — зрительном отделе коры головного мозга. Эти паттерны формируются под воздействием восприятия разных длин волн света. Это обучение должно произойти на ранних стадиях развития мозга. В случае Мэри идентификация и категоризация цвета будет происходить только в формах чёрного и белого.

### Дэвид Льюис
Дэвид Льюис приводит аргумент, который вводит новую гипотезу о типах знания и способах его передачи в случае квалиа. Льюис соглашается с тем, что Мэри не может узнать, каков красный цвет, посредством своих монохроматических физикалистких исследований. Но он предполагает, что это не имеет значения. Обучение передаёт информацию, но переживание квалиа не передаёт информацию; вместо этого оно передаёт способности. Когда Мэри видит красный цвет, она не получает никакой новой информации. Она получает новые способности — она теперь может помнить, каков красный цвет, представлять себе другие красные вещи и распознавать другие примеры красного цвета. Льюис утверждает что мысленный эксперимент Джексона использует «гипотезу о феноменологической информации». Льюис предлагает другую «гипотезу о способностях», которая разделяет два типа знаний: знания, которые являются информацией (что-знание, know-that), и знания, которые являются способностями (как-знание, know-how). Обычно оба типа связаны: обычное обучение также является опытом для соответствующего субъекта, и люди одновременно получают информацию (например, о том, что Фрейд был психологом) и способность (способность распознавать изображения Фрейда). Однако в случае данного мысленного эксперимента Мэри во время обычного обучения может получить только знания в виде информации. Она не может использовать опыт, чтобы приобрести знания-способности, которые позволили бы ей помнить, представлять и распознавать красный цвет.
Мы исходим из предположения, что Мэри была лишена некоторых критически важных данных, необходимых для переживания красного цвета. Также непротиворечивым кажется то, что некоторые вещи не могут быть выучены внутри комнаты. Например, мы не ожидаем от Мэри, что она научится кататься на лыжах внутри комнаты. Льюис подчёркивает, что информация и способности — это принципиально разные вещи. В этом случае физикализм оказывается снова в согласии с тем утверждением, что Мэри получает новые знания. Эта идея также полезна при рассмотрении других примеров с квалиа, «быть летучей мышью» — это способность, так что это как-знание.

### Марвин Минский
Ветеран исследований искусственного интеллекта Марвин Минский полагает, что проблема квалиа является по существу проблемой сложности, или точнее путаницы сложности и простоты.
А теперь философ-дуалист может пожаловаться: «Вы описали, как ранение воздействует на ваш ум, но вы всё ещё не можете описать, как ранение чувствуется». Это, как я утверждаю, большая ошибка, которая состоит в попытке определить «ощущение» как независимый объект, сущность которого неописуема. Мне видится, что чувства — это не какие-то непонятные отдельные явления. Это и есть именно те познавательные изменения, которые определяют что такое «ранение». И они включают в себя и все эти неуклюжие попытки выразить и соединить эти изменения. Эта большая ошибка происходит от поиска простой, единой «сути“ ранения, вместо осознания того, что под этим словом мы называем сложное перераспределение наших ресурсов.

### Майкл Тай
Майкл Тай придерживается мнения, что между нами и референтами нашей мысли нет квалиа как «завесы восприятия». Тай описывает наш опыт восприятия объекта в мире как «прозрачный» (транспарентный). Под этим он подразумевает, что независимо от того, какое у нас может быть субъективное понимание и / или недопонимание какого-либо объекта, в действительности он существует независимо от наблюдателя. Мысль о том, что квалиа вмешивается между наблюдателем и сущностью объекта, он считает «серьёзной ошибкой»: «не заслуживает доверия то, что таким образом визуальный опыт систематически вводит в заблуждение»; «единственные объекты, о которых вы знаете, это объекты окружающего мира, составляющие сцену перед вашими глазами»; «нет таких вещей, как качества переживаний», потому что «они являются качествами внешних поверхностей объекта, если они являются качествами чего-либо». Такая позиция Тая позволяет ему воспринимать наш опыт как надежную базу, поскольку нет страха потерять контакт с реальностью объектов окружающего мира.
Тай не ставит вопроса о квалиа, если в нём не содержится информации; это всегда «осознание», всегда «репрезентация». Он характеризует восприятие детей как неправильное восприятие референтов, которые, несомненно, так же представлены для них, как и для взрослых. По его словам, дети могут не знать, что «дом ветхий», но нет никаких сомнений в том, что они видят дом. Последующие изображения отбрасываются как не представляющие проблемы для теории прозрачности, потому что, по его словам, последующие изображения являются иллюзорными, и никто ничего не видит.
Тай предполагает, что феноменальный опыт имеет четыре основных элементов, для которых он придумал аббревиатуру УАНПС — Уравновешенное, Абстрактное, Неконцептуальное, Преднамеренное Содержание (англ. PANIC — Poised, Abstract, Nonconceptual, Intentional Content).
«Уравновешенное», в смысле, характеристики феноменального опыта всегда быть представленным пониманию, способен ли субъект применить к нему концепцию. Тай добавляет, что опыт «похож на карту» в том смысле, что в большинстве случаев он распространяется на расположение фигур, граней, объёмов и т. д. В мире, вы, возможно, не читаете «карту», но, как и в случае с реальной картой, есть надежное совпадение с тем, что она отображает.
«Абстрактное», потому что в конкретном случае все ещё остается открытым вопрос, имеете ли вы дело с конкретным объектом (кто-то может чувствовать боль в «левой ноге», когда эта нога фактически ампутирована).
«Неконцептуальное», потому что феномен может существовать, хотя у человека нет концепции, согласно которой его можно распознать.
Тем не менее, содержание является «преднамеренным» в том смысле, что оно представляет (репрезентирует) что-то, в зависимости от того, использует ли конкретный наблюдатель тот или иной факт.
Поэтому Тай называет свою теорию «репрезентативностью». Последнее свидетельствует о том, что Тай считает, что он сохранил прямой контакт с тем, что вызывает явления, и поэтому ему не мешает какой-либо след «завесы восприятия».

## Сторонники квалиа

### Дэвид Чалмерс
Дэвид Чалмерс сформулировал трудную проблему сознания, подняв вопрос квалиа на новый уровень значимости и признания в этой области. В своей работе «Отсутствующая Квалиа, Увядающая Квалиа, Танцующая Квалиа» (англ. «Absent Qualia, Fading Qualia, Dancing Qualia») Чалмерс приводит доводы в пользу того, что он назвал «принципом организационной инвариантности». В этой статье Чалмерс утверждает, что если система, такая, например, как одна из правильно сконфигурированных компьютерных микросхем, воспроизводит функциональную организацию мозга, она также воспроизводит квалиа, как и мозг.

### Эдвард Лоу
Э. Дж. Лоу из Даремского университета отрицает, что склонность к косвенному реализму (в котором мы имеем доступ только к сенсорным функциям, внутренним для мозга) обязательно подразумевает картезианский дуализм. Он согласен с Бертраном Расселом в том, что наши «изображения сетчатки», то есть распределения по сетчатке, связаны с «паттернами нейронной активности в коре» (Lowe 1986). Он защищает версию Каузальной Теории Восприятия, в которой причинный путь можно проследить между внешним объектом и его восприятием. Лоу осторожно отрицает, что мы делаем какие-либо выводы из сенсорного поля, и, по его мнению, это позволяет нам найти доступ к знаниям об этой причинной связи. В более поздней работе он приближается к неэпистемической теории в том смысле, что он постулирует «полностью неконцептуальный компонент перцептивного опыта», но воздерживается от анализа отношения между перцептивным и «неконцептуальным». В 2008 г. он обратил внимание на проблемы, которые галлюцинации ставят перед реалистами, и на их нежелание вступать в дискуссию на эту тему.

### Джон Маунд
Джон Барри Маунд, австралийский исследователь в области философии восприятия в Университете Западной Австралии, обращает внимание на ключевое различие квалиа. Квалиа открыта для описания на двух уровнях, и этот факт он называет «двойным кодированием». Используя аналогию с телевизионной трансляцией (которая, как показывает неэпистемологический аргумент, может быть лишена своих нежелательных аспектов), он указывает, что, если спросить, что мы видим на телевизионном экране, есть два ответа, которые мы могли бы дать:
Маунд для объяснения переходит к примеру экрана «Movitype», часто используемого для рекламы и объявлений в общественных местах. Экран Movitype состоит из матрицы, или «растра» (от латинского rastrum, «грабли»; линии на экране телевизора воспринимаются как «обстрелянные»), который состоит из массива крошечных источников света. Ввод чрез компьютер может возбуждать эти источники света, создавая впечатление, что буквы проходят справа налево, или даже в более сложных формах, обычно используемых в рекламе, для показа движущихся изображений. Очевидно, что есть два способа описания того, что вы видите. Мы могли бы либо принять повседневный публичный язык и сказать: «Я видел несколько предложений, за которыми следовала картинка банки 7-Up». Хотя это совершенно адекватный способ описания взгляда, тем не менее, существует научный способ его описания, который не имеет никакого отношения к описанию этого обыденного смысла. Можно было бы попросить инженера-электронщика предоставить нам компьютерную распечатку, сделанную через несколько секунд, в течение которых вы наблюдали за точечными состояниями растра источников света. Без сомнения, это был бы длинный и сложный документ с указанием состояния каждого крошечного источника света в последовательности. Интересным аспектом этого списка является то, что, хотя он и дает исчерпывающее и подробное описание состояния экрана, нигде в этом списке не будет упоминания «английских предложений» или «7-Up».
Это ясно дает понять, что существует два способа описания такого экрана: (1) «здравый смысл», в котором упоминаются общеизвестные объекты, и (2) точный инженерный отчет о фактическом состоянии экрана. Это второе описание будет неэпистемологическим с точки зрения здравого смысла, поскольку в распечатке не упоминаются никакие объекты, но оно вполне приемлемо с точки зрения инженера. Стоит обратить внимание, что если этот анализ переносится на человеческое восприятие, это исключает утверждение Дэниела Деннетта о том, что все квалиафилы должны рассматривать квалиа как «невыразимую», поскольку на этом втором уровне её описание в принципе «не выполнимо» — на самом деле, не исключено, что какой-нибудь нейрофизиолог будущего сможет описать детально нейрональные причины квалиа на этом уровне.
Маунд также расширил свой аргумент, особенно в отношении цвета. Цвет Маунд рассматривает как свойство диспозиции, а не объективность, при которой учитываются факты различий между человеком и человеком, а также оставляет в стороне утверждение, что внешние объекты окрашены. Следовательно, цвета — это «виртуальные свойства» в том смысле, что они принадлежат вещам; хотя наивный взгляд приписывает их объектам, они являются внутренним, нереляционным внутренним опытом.

### Мореланд Перкинс
В своей книге «Ощущение мира» Мореланд Перкинс утверждает, что квалиа не нужно отождествлять с их объективными источниками: запах, например, не имеет прямого сходства с молекулярной формой, которая его вызывает, в отличие от зубной боли, источник которой на самом деле в зубе. Перкинс подобно Гоббсу придерживается способности видеть процесс восприятия как нечто самодостаточное; по его словам, квалиа не похоже на «удар ногой в футболе», когда требуется внешний объект, квалиа больше похоже на просто «удар ногой», объяснение, которое полностью избегает Аргумента Гомункула (англ. Homunculus argument), который, например, поддерживается Гилбертом Райлом. Райл был совершенно не способен использовать эту возможность, протестуя против того, что «фактически он объясняет наличие ощущений как отсутствие ощущений». Однако А. Дж. Айер в своем ответе назвал это возражение «очень слабым», поскольку оно выдавало неспособность отделить представление о глазах, да и вообще о каком-либо сенсорном органе, от нервно-сенсорного опыта.

### Рамачандран и Хирштейн
Вилейанур Рамачандран и Уильям Хирштейн предложили 3 закона квалиа (позже добавив к ним четвёртый), или «функциональных критерия, которые должны выполняться, чтобы определённые нервные явления были ассоциированы с квалиа» философами сознания:
- Квалиа неизменны и несомненны. Вы не можете сказать: «Может быть, это красное, но я могу визуализировать это как зелёное, если я захочу». Явным образом выраженное нервное представление красного цвета создаётся и неизменным автоматическим образом сообщается высшим нервным центрам.
- Когда такое представление создано, с ним можно делать что угодно. У вас огромный выбор, например, если у вас есть восприятие яблока, вы можете использовать его для того, чтобы соблазнить Адама, чтобы сохранить здоровье, приготовить пирог или просто съесть. Несмотря на то, что представления формируются по входящим данным однозначно и автоматически, на выходе результаты могут быть совершенно произвольными. Это, однако, неверно для спинномозгового условного рефлекса, где результаты на выходе точно также однозначны и автоматичны. В действительности у паралитика с разрывом спинного мозга могут быть эрекция и эякуляция без переживания оргазма.
- Краткосрочная память. Входящие данные неизменным образом создают представление, которое пребывает в краткосрочной памяти — достаточно долго, чтобы хватило времени выбрать ответное поведение. Без этого компонента вы получаете только рефлекторную дугу.
- Внимание. Квалиа и внимание близко связаны. Необходимо внимание, чтобы удовлетворить критерию номер два: чтобы выбирать. Исследование нервных связей, вовлечённых в формирование внимания, таким образом, прольёт свет на природу квалиа.

Рамачандран и Хирштейн предположили, что феноменальная природа квалиа может быть передана (по типу «о, это то, какая соль на вкус»), если мозг может быть соответствующим образом связан с «кабелем нейронов». Если бы это оказалось возможным, это научно доказало бы или объективно продемонстрировало бы существование и природу квалиа.

### Говард Робинсон и Уильям Робинсон
Говард Робинсон — философ, который сосредоточил свои исследования в философии сознания. Принимая то, что квалиа пережило последнюю часть прошлого века немодную позицию, он последовательно выступал против тех объяснений чувственного опыта, которые приведут их к физическому происхождению. Он никогда не рассматривал теорию чувственных данных как опровергнутую, но намеревался поочередно опровергнуть возражения, которые многие считали убедительными. Позиция теории чувственных данных, которую он защищает, воспринимает то, что находится в восприятии перед сознанием, как качественные ментальные представления, которые причинно связаны с внешними сущностями, но не являются физическими сами по себе. В отличие от философов, упомянутых выше, Г. Робинсон является дуалистом, который использует и материю, и разум, чтобы провести демаркацию между реальной и метафизической природой. Его книги (в частности, «Материя, смысл и восприятие») характеризуются тщательностью работы с аргументами противоборствующих философов. Тем самым Робинсон подаёт профессиональный пример того, что его оппонентам было бы хорошо использовать такую методологию (поскольку была тенденция считать само собой разумеющимся, что теория чувственных данных полностью устарела). В своих статьях Г. Робинсон даёт установку физикалистам игнорировать тот факт, что сенсорный опыт может быть полностью свободен от репрезентативного характера. Он приводит в качестве яркого примера фосфены (фосфены — это вспышки света, не вызванные светом и возникающие в результате внезапного давления в мозге, вызванного, например, интенсивным кашлем или прямым физическим давлением на сетчатку), и указывает на крайнюю нелогичность утверждения, что это не визуальный опыт наравне со зрением.
Взгляд Уильяма Робинсона (не родственника Говарду Робинсону) очень похож на мировоззрение своего тезки. В своей книге «Понимание феноменального сознания» У. Робинсон необычен как дуалист, призывая к исследовательским программам, которые исследуют отношение квалиа к мозгу. У. Робинсон говорит, что проблема квалиа настолько сложна, что слишком многие философы предпочли бы «уйти от её объяснения», но он сам предпочитает найти основы квалиа и не разделяет взглядов коллег, которые предпочли не прилагать усилия для этого. Однако У. Робинсон не ожидает, что будет найдено прямое научное обоснование феноменального опыта с точки зрения его привязки к нейронной архитектуре; напротив, он расценивает это как напрасные надежды. Концепция «качественного реализма событий» (англ. Qualitative Event Realism), которую разделяет У. Робинсон, соотносит феноменальное сознание с вызванными процессами в мозге, но не предполагает их идентичности.
Примечательно, что У. Робинсон отказывается пренебречь общностью ментальных, визуальных и слуховых образов, вступая здесь в прямое противоречие с Дэниелом Деннеттом, который испытывает трудности в приписывании опыта другим. Исследования У. Робинсона, как и Мореланда Перкинса, достаточно широкие, и их можно применить ко всем ментальным чувствам.

### Эдмундт Райт
Эдмундт Райт — философ, который рассматривает интерсубъективный аспект восприятия. Начиная с Локка, было нормальным формулировать проблемы восприятия в терминах одного субъекта S, который рассматривает один объект E со свойством p. Но если мы начнём регистрировать факты различий в сенсорном распознавании от человека к человеку в сочетании с различиями в критериях, которые мы распознали для различения того, что мы вместе называем «одними и теми же» вещами, то возникает проблема того, как два человека объединяют различия на этих двух уровнях, так что всё ещё существуют практические совпадения для корреляции информации о вещах и, в частности, информирования друг друга об этих различиях.
Райт упоминает, что был поражён разницей в слуховых способностях между ним и его сыном, обнаружив, что его сын может слышать звуки почти до 20 кГц, в то время как его диапазон достигает только 14 кГц или около того. Это подразумевает, что между двумя людьми может возникнуть существенная разница в квалиа (например, сын может предупредить отца об утечке опасного газа, находящегося под давлением, звуковые волны которого для отца не будут генерировать через квалиа никаких явных доказательств этого факта). Таким образом, для языковых практик это становится критически актуальным, поскольку информативное утверждение лучше всего понимать как обновление восприятия, и это может включать радикальный повторный выбор из полей квалиа, рассматриваемых как неэпистемологические, даже, возможно, предполагаемой сингулярности референта, и в особенности, если этот «референт» — это Я. Здесь точка зрения Райта отличается от точки зрения Ревонсуо, который описывает «виртуальное пространство» «эгоцентричным».
Особый акцент Райт делает на том, что, как он утверждает, является основной особенностью коммуникации: для того, чтобы обновление было установлено и стало возможным, и говорящий, и слушатель должны вести себя так, как будто они определили «одну и ту же особенность», что, как Райт отмечает, является частью структуры, например, шутки или рассказа. Райт говорит, что эта систематическая двусмысленность кажется противникам квалиа признаком ошибки в аргументе (поскольку двусмысленность определяется чистой логикой), тогда как, напротив, это знак того, «что» воспринимается до логической структуры — то, чему нужно учиться пользоваться при языковых практиках общения. Расширяя этот анализ, Райт привёл доводы в пользу важной черты человеческого общения — степени и характера веры, поддерживаемой участниками диалога. Веры, которая имеет приоритет над тем, что раньше считалось ключевыми добродетелями языка, таких как «искренность», «правда» и «объективность».

### Эрвин Шрёдингер
Эрвин Шрёдингер, физик-теоретик и один из ведущих пионеров квантовой механики, также публиковался в области колориметрии и цветового восприятия. В нескольких своих философских трудах он отстаивает мнение, что квалиа не является физическим:
Ощущение цвета не может быть объяснено картиной физики световых волн. Может ли физиолог объяснить это ощущение, если бы он обладал более полным знанием о процессах в сетчатке и нервных процессах, создаваемых ими в пучках зрительных нервов и в мозге? Я так не думаю.
Шредингер продолжает замечать, что субъективные переживания не образуют однозначного соответствия со стимулами. Например, свет с длиной волны около 590 нм создает ощущение жёлтого цвета, тогда как точно такое же ощущение возникает при смешивании красного света с длиной волны 760 нм и зелёного света при длине волны 535 нм. Отсюда он приходит к выводу, что нет «числовой связи с этими физическими, объективными характеристиками волн» и ощущениями, которые они производят.
Шредингер заключает, что мы можем прийти к ошибочному убеждению об удовлетворительном теоретическом описании качественного опыта, которое есть или может быть достигнуто:
Научные теории служат для упрощения результатов наших наблюдений и экспериментальных результатов. Каждый ученый знает как трудно запомнить умеренно расширенную группу фактов, пока не была сформирована хотя бы какая-то примитивная теоретическая картина о них. Поэтому неудивительно, что авторы оригинальных статей или учебников после формирования достаточно последовательной теории не могут описывать голые факты, которые они обнаружили или которые хотят донести до читателя, но вынуждены облачать их в терминологию этой теории или теорий. Эта процедура, хотя и очень полезна для нашего запоминания фактов в упорядоченном порядке, имеется тенденция стирать различия между фактическими наблюдениями и теорией, вытекающей из них. А поскольку первые всегда имеют какое-то чувственное качество, считается, что теории учитывают эти чувственные качества; что, конечно, на самом деле, они никогда не делают.

## Другие проблемы

### Недетерминированность
Можно применить критику, подобную критике кантовской «вещи в себе» со стороны Ницше, к проблеме квалиа: квалиа ненаблюдаемы в других и имеют неколичественную природу внутри нас. Мы не можем быть даже уверены, обсуждая некие конкретные квалиа, что мы обсуждаем одни и те же феномены. Таким образом, ценность любого обсуждения квалиа не ясна, поскольку точность описаний квалиа совершенно невозможно определить. Квалиа могут быть сопоставлены с «вещами в себе» в том смысле, что они не имеют свойств, которые могут быть продемонстрированы обществу; это, помимо невозможности быть уверенным, что мы говорим об одних и тех же квалиа, не позволяет определить ценность квалиа в любой философии, которая полагается на доказательство посредством строгих определений.

### Квалиа и причинность
Точка зрения, известная как эпифеноменализм и утверждающая, что сознание лежит за пределами физического мира, и не имеет над ним никакой причинной силы, часто считается маловероятной или полностью невероятной, только потому что наше собственное сознание выглядит причинно активным. Для того, чтобы избежать эпифеноменализма, тот, кто считает квалиа нефизическими, должен принимать нечто вроде дуализма с взаимодействиями или, возможно, эмерджентизма — то есть утверждения о том, что существуют пока ещё неизвестные способы взаимодействия между физическим и психическим. Это, в свою очередь означает, что квалиа могут быть обнаружены внешним наблюдателем по их причинно-следственным воздействиям.

### Фальсифицируемость
Научная критика идеи квалиа может указать на то, что утверждение о существовании квалиа не может быть доказано или опровергнуто посредством экспериментальных свидетельств, а следовательно, утверждение об их существовании не является «научной» гипотезой, поскольку, согласно философии науки Карла Поппера, гипотеза или теория должна быть фальсифицируема. Более того, как показывает рассуждение о философском зомби, квалиа не могут считаться описуемыми в эмпирических терминах, а наука стремится исключительно к описанию объектов и событий, которые эмпирически описуемы, или которые демонстрируемым образом связаны с эмпирически описуемыми вещами.
Однако это делает квалиа только физически недопустимыми; это не делает их психологически и философски недопустимыми или просто несуществующими. Сторонник существования квалиа может просто возразить, что неспособность физики описать квалиа вполне ожидаема, поскольку квалиа нефизичны.